# Zakład Karny w Stargardzie
Zakład Karny w Stargardzie (do 2016 Zakład Karny Stargard Szczeciński) – jednostka w Stargardzie typu zamkniętego dla skazanych mężczyzn odbywających karę po raz pierwszy z oddziałami:
- areszt śledczy
- zakład karny typu półotwartego dla odbywających karę po raz pierwszy
- zakład karny typu półotwartego dla dorosłych i młodocianych
- zakład karny typu zamkniętego dla dorosłych i młodocianych.

Jednostka funkcjonowała do dnia 30 listopada 2021 r. – z dniem 1 grudnia 2021 r. została zniesiona i przekształcona w Oddział Zewnętrzny Aresztu Śledczego w Szczecinie.

## Historia
Zakład Karny funkcjonuje w części pomieszczeń zbudowanych w 1940 r. przez jeńców wojennych „Dulag L” (Durchgangsleger) – czyli obozu przejściowego, który zajmował teren o powierzchni około 600 ha. Obóz był ogrodzony drutem kolczastym z wieżami strażniczymi. Z końcem roku 1939 obóz otrzymał nazwę Stalag II D.
Jesienią 1939 r. przybyli pierwsi jeńcy polscy. Był wówczas jedynie barak kuchenny i gospodarczy, gdzie mieszkała załoga obozowa. W połowie 1940 r. polscy jeńcy zbudowali w Stalagu baraki drewniane i murowane przeznaczone dla jeńców zachodnich.
W 1945 r. po wyzwoleniu miasta obiekty byłego obozu przejęło Wojsko Polskie, ponieważ znajdowały się na terenie poligonu. Dowództwo garnizonu w związku z małą przydatnością tych obiektów wyraziło gotowość przekazania tego terenu i obiektów na potrzeby miasta. W tym czasie Centralne Władze Więziennictwa poszukiwały odpowiednich obiektów na ośrodki pracy więźniów po likwidacji wielu tego typów zakładów przy górnictwie węglowym. Ostatecznie podjęły decyzję o wyodrębnieniu w byłym obozie, specjalnego zakładu dla skazanych wojskowych i innych służb paramilitarnych.
Pod koniec 1957 r. obiekty poobozowe zostały przekazane do dyspozycji więziennictwa. Pod koniec pierwszego kwartału 1958 r. przygotowano pierwszy barak dla skazanych. Do 30 kwietnia 1958 r. zakład jako Ośrodek Pracy Więźniów funkcjonował w obecnym budynku Stargardzkiego Centrum Kultury. Pierwszą grupę skazanych przyjęto na ewidencję w wybudowanym baraku w dniu 30 kwietnia 1958 r. Natomiast w obecnym budynku Stargardzkiego Centrum Kultury funkcjonował Areszt Śledczy.
W latach 60. i 70. w zakładzie odbywali karę aresztu wojskowego żołnierze, którzy byli osadzeni wraz z cywilami. Żołnierze poddawani byli szkoleniu wojskowemu, które rozpoczęto 2 stycznia 1960 r. Organizacją szkolenia zajmowała się kadra instruktorska delegowana z Pomorskiego Okręgu Wojskowego. Bezpośredni nadzór sprawował dowódca jednostki wojskowej z kompleksu Białych koszar w Stargardzie. Skazani żołnierze w pierwszym okresie istnienia OPW zatrudnieni byli na zewnątrz jednostki w okolicznych PGR-ach oraz w stacjach obsługi samochodów. Od 1 stycznia 1963 r. na terenie OPW powstało samodzielne przedsiębiorstwo POM Nr 5, które rozwiązało częściowo problem wewnętrznego zatrudnienia osadzonych. W 1973 r. żołnierze zostali przetransportowani do nowo utworzonego samodzielnego zakładu w Płotach. W 1974 roku OPW przekształcono w zakład karny.
W latach 70. i 80. Areszt Śledczy dalej funkcjonował w budynku nr 105 powstałym w końcu XIX wieku. Został przeniesiony do kompleksu głównego zakładu przy al. Żołnierza 42. Natomiast w budynku przy ul. Marszałka Józefa Piłsudskiego 105 od 1983 r. po przebudowie funkcjonuje Stargardzkie Centrum Kultury.
W okresie stanu wojennego oraz w latach 90. zakład wykonywał zadania stawiane przez jednostkę nadrzędną OISW Szczecin.
W 2011 r. w zakładzie uroczyście otwarto kaplicę więzienną. Uroczystość poświęcenia i sprawowania pierwszej mszy św. w nowo oddanej kaplicy odbyła się z udziałem bardzo znamienitych gości, w tym między innymi przewodniczący Sądu Okręgowego V Wydziału Penitencjarnego w Szczecinie Jarosław Giecewicz, dyrektor Okręgowy Służby Więziennej w Szczecinie płk Andrzej Pędziszczak, dyrektor Zakładu Karnego w Stargardzie mjr Leszek Kucyrka oraz funkcjonariusze OISW w Szczecinie i Zakładu Karnego w Stargardzie. Głównym celebransem był ks. prał. Paweł Wojtas – główny kapelan więziennictwa w Polsce. Kapelanem ZK w Stargardzie został ks. Łukasz Urbaniak, wikariusz Parafii Miłosierdzia Bożego w Stargardzie, na terenie której znajduje się zakład. Kaplica mogła powstać dzięki zaangażowaniu kapelana zakładu i sprawnej pracy skazanych. Przedmioty służące do odprawiania nabożeństw: ołtarz, tabernakulum, ławki, obrazy przekazał Kościół Miłosierdzia Bożego w Stargardzie, gdzie proboszczem jest ks. prałat Zygmunt Zawitkowski. Witraże oraz stację drogi krzyżowej wykonali skazani.
W grudniu 2014 r. zgodnie z wieloletnią tradycją funkcjonariusze Służby Więziennej wraz z innymi stargardzkimi mundurowymi, przekazali upominki dla wychowanków Domu dziecka w Stargardzie, zebrane między innymi w związku z organizowaną akcją poboru krwi.
Zakład Karny w Stargardzie współpracuje ze społeczeństwem lokalnym w społecznej readaptacji osób wchodzących w konflikt z prawem. Współpracuje m.in. z: Stargardzkim Centrum Kultury, Młodzieżowym Domem Kultury, Ośrodkiem Pomocy Społecznej oraz Komendą Hufca ZHP. Na terenie jednostki działa grupa samopomocowa anonimowych alkoholików. Prowadzone są zajęcia w ramach aktywizacji zawodowej Klubu Pracy. Na terenie jednostki działają również różnorodne koła zainteresowań w których skazani mogą aktywnie zdobywać nowe lub rozwijać swoje umiejętności.
W Zakładzie Karnym w Stargardzie funkcjonuje Centrum Kształcenia Ustawicznego. Na terenie zakładu funkcjonuje Zespół Szkół nr 1 dla dorosłych, kształcący osadzonych w zawodzie ślusarza o cyklu kształcenia trwającym 2 lata. Szkoła posiada m.in. dobrze wyposażoną pracownię komputerową oraz ma upoważnienie do przeprowadzania egzaminów potwierdzających kwalifikacje zawodowe.
Od 2015 r. działa zespół rockowy Adrenalina. Była zorganizowana w tym roku wystawa zdjęć z Kuby Sławomira Preissa. Ostatnio była zaprezentowana wystawa zdjęć „Kolory prawosławia” zorganizowana przez ks. Jarosława Biryłko oraz wystawa muzeum z wiązana z historią byłego Stalagu II D, na terenie którego jest zakład karny. Jest także w budowie sala widowiskowa z zamiarem oddania w 2016 r.
8 stycznia 2016 r., po prawie 10 latach posługi w Zakładzie Karnym, ks. Łukasz Urbaniak pożegnał się z jednostką penitencjarną w Stargardzie. 2 maja 2016 r. odbyło się uroczyste przekazanie obowiązków kierownika jednostki penitencjarnej. Dyrektorem został mjr Jarosław Dąbrowski, który przyjął obowiązki od ppłk Leszka Kucyrki w obecności dyrektora Okręgowej Służby Więziennej w Szczecinie ppłk Ryszarda Chruściela.
Z dniem 1 marca 2017 r., rozkazem personalnym dyrektora generalnego Służby Więziennej, został wyznaczony na stanowisko dyrektora Zakładu Karnego w Stargardzie ppłk Paweł Kowalski, dotychczasowy zastępca dyrektora Zakładu Karnego w Nowogardzie. Dotychczasowy dyrektor ppłk Jarosław Dąbrowski został powołany na stanowisku dyrektora Zakładu Karnego w Goleniowie. 7 czerwca 2017 r. dyrektorem Zakładu Karnego w Stargardzie został mjr Adam Ładniak, który do chwili powołania na stanowisko dyrektora stargardzkiej jednostki pełnił funkcję zastępcy dyrektora, natomiast wcześniej kierował działem ochrony w stargardzkim zakładzie karnym, awans na podpułkownika otrzymał 11 listopada 2017.
9 października 2018 r. otwarta została 1000 m hala produkcyjna, w której więźniowie budują sieci trakcji kolejowej dla stargardzkiej firmy Kuca, powstałą z rządowego programu „Praca dla więźniów”. Podczas tej uroczystości został podpisany i wmurowany akt erekcyjny pod budowę pawilonów, mieszkalnego i usługowego, które będą ostatecznie oddane do użytku w 2020 r. (pawilon z miejscami dla 258 osadzonych, place spacerowe, kuchnia, magazyny żywnościowe).

## Komendanci/Naczelnicy/Dyrektorzy
- Józef Troszczyński – Komendant Ośrodka Pracy Więźniów (1958-1961)
- Zdzisław Serafiński – Komendant Ośrodka Pracy Więźniów (1961-1965)
- Czesław Szyszka – Komendant Ośrodka Pracy Więźniów (1965-1974)
- Stanisław Grzywacz – Naczelnik Zakładu Karnego (1974-1985)
- Michał Jurczak – Naczelnik Zakładu Karnego (1985-1987)
- Mieczysław Westphal – Naczelnik Zakładu Karnego (1987-1991)
- Andrzej Jarliński – Naczelnik Zakładu Karnego (1991-1995)
- Jacek Brzezicki – Naczelnik Zakładu Karnego (1995-1996), Dyrektor (1996-2010)
- Leszek Kucyrka – Dyrektor Zakładu Karnego (od 2010-2016)
- Jarosław Dąbrowski – Dyrektor Zakładu Karnego (maj 2016-luty 2017)
- Paweł Kowalski – Dyrektor Zakładu Karnego (marzec 2017-2017)[17]
- Adam Ładniak – Dyrektor Zakładu Karnego (od 2017)

## Struktura organizacyjna
Na strukturę organizacyjną jednostki składają się:
- kierownictwo i stanowiska samodzielne
- dział penitencjarny
- dział ochrony
- dział ewidencji
- dział finansowy
- dział kwatermistrzowski
- zakład opieki zdrowotnej.

## Zadania
Dyrektor Zakładu Karnego w Stargardzie realizuje zadania na podstawie ustawy z dnia 9 kwietnia 2010 r. o Służbie Więziennej. Do zadań realizowanych należy:
- wykonywanie tymczasowego aresztowania w sposób zabezpieczający prawidłowy tok postępowania karnego,
- ochrona społeczeństwa przed osobami osadzonymi w zakładzie karnym,
- zapewnienie w zakładzie karnym porządku i bezpieczeństwa,
- wykonywanie wszelkich czynności administracyjnych związanych z wykonywaniem tymczasowego aresztowania oraz kar i środków przymusu skutkujących pozbawienie wolności oraz dokumentowania tych czynności
- organizowanie pracy sprzyjającej zdobywaniu umiejętności zawodowych,
- nauczanie oraz zajęcia kulturalno-oświatowe i sportowe,
- wdrażanie skazanych do readaptacji społecznej poprzez stwarzanie warunków sprzyjających do utrzymywania przez nich kontaktów z bliskimi osobami z wolności,
- zapewnienie osobom skazanym na kary pozbawienia wolności lub tymczasowo aresztowanym przestrzegania ich praw, a zwłaszcza humanitarnych warunków odbywania kary, poszanowania godności osobistej, zapewnienia opieki zdrowotnej i możliwości korzystania z posług religijnych.